# Heinz Heiber

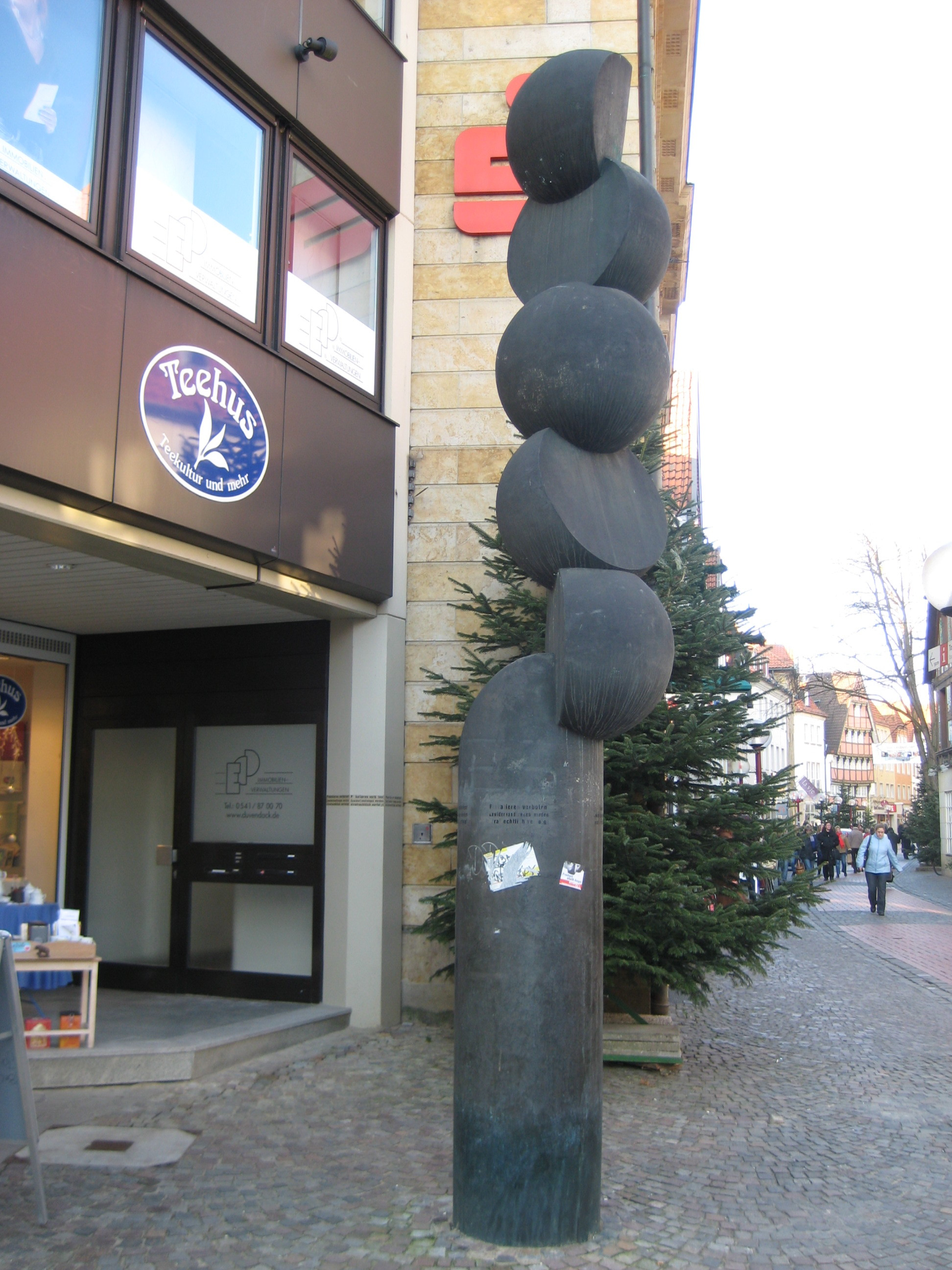
Lebensbaum in Osnabrück, Bronze, 1977

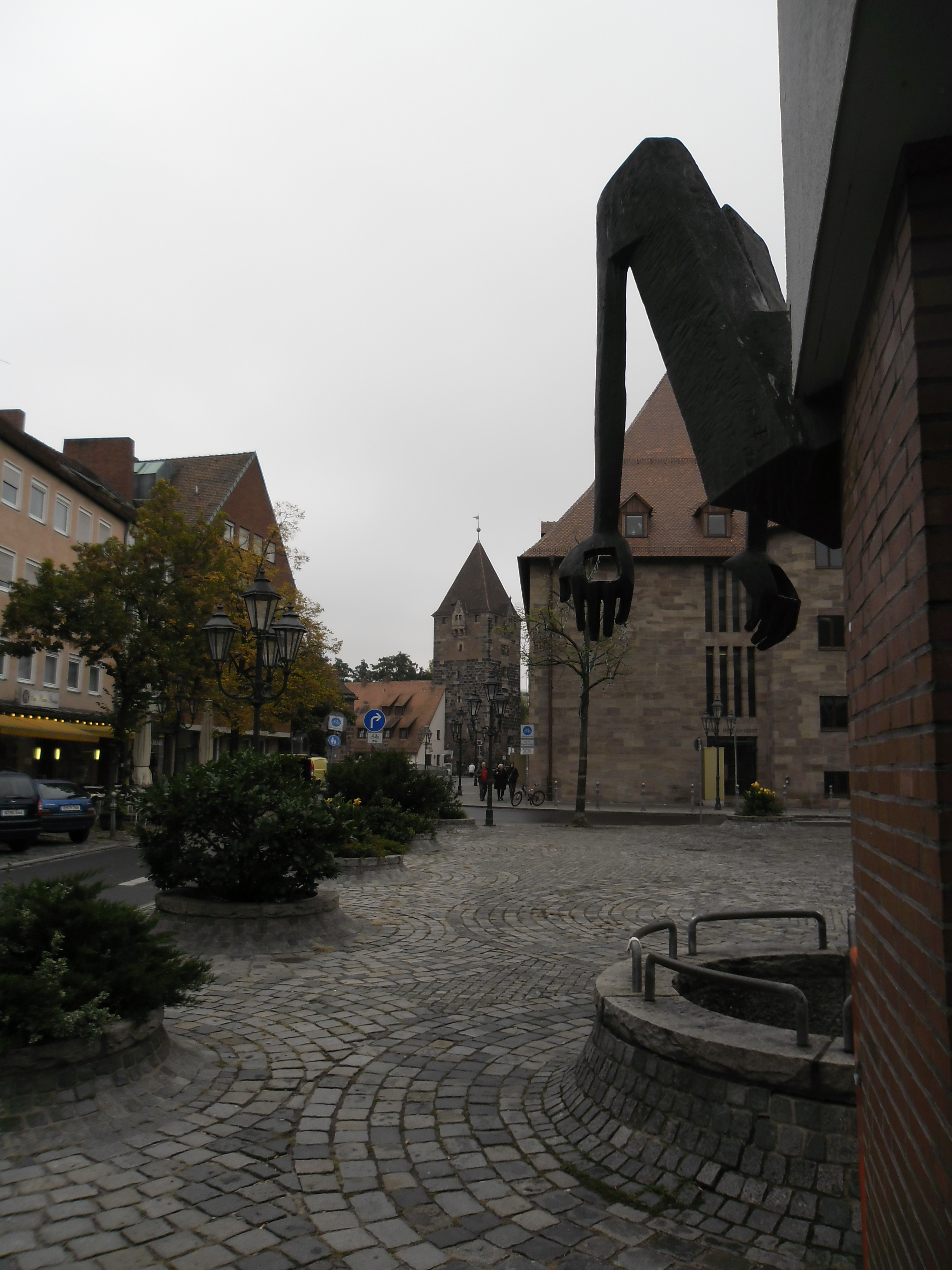
Jesus, der Annehmende im Nordosten des Hans-Sachs-Platzes in Nürnberg mit dem Heilig-Geist-Spital und dem Schuldturm im Hintergrund, Bronze, 1982

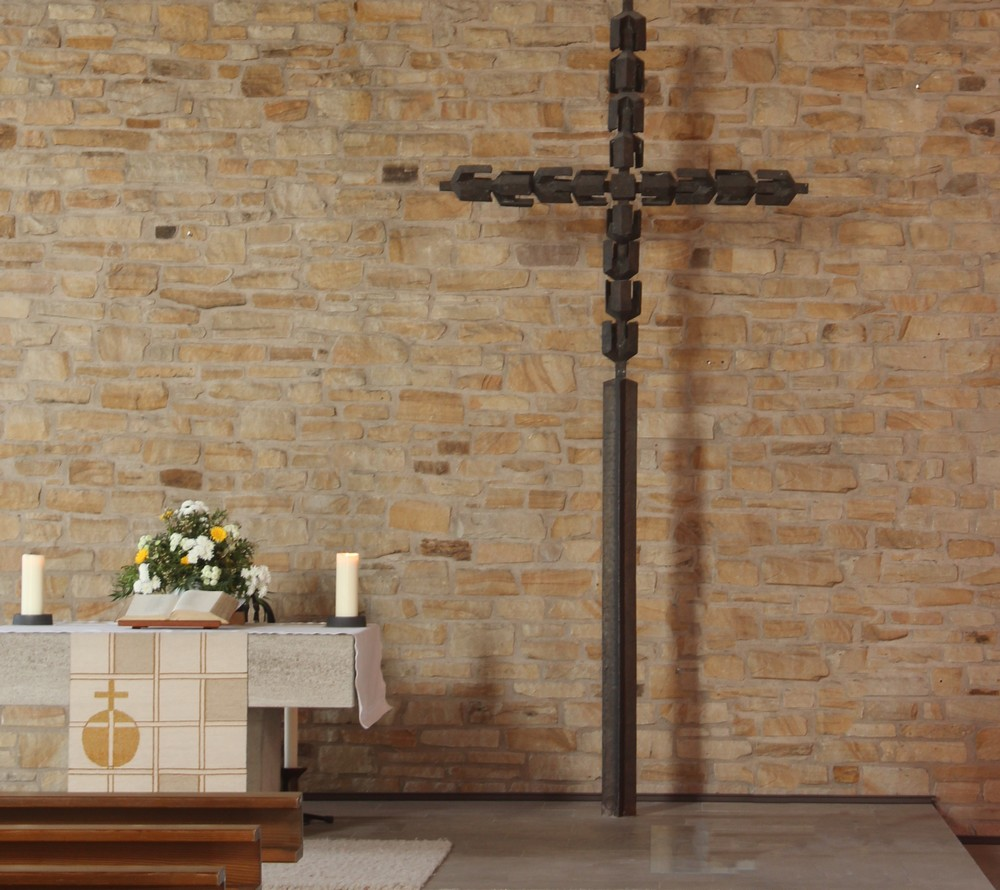
Altar und vier Meter hohes Kreuz in der Ev. Paul-Gerhardt-Kirche in Unna-Königsborn

Heinz Heiber (* 26. Juli 1928 in Breslau; † 25. April 2003 in Nürnberg) war ein deutscher Bildhauer. Er gestaltete an vielen Orten Plätze, Höfe und Brunnen. Seine Arbeiten in sakralen Räumen, wie zum Beispiel Altäre, Taufsteine oder Osterleuchter, sind vor allem im norddeutschen Raum zahlreich.
Heiber begann nach Kriegsdienst und Gefangenschaft nach dem Zweiten Weltkrieg 1946 mit einer handwerklichen Ausbildung als Steinmetz und Tischler. Von 1948 bis 1952 studierte er an der Akademie der Bildenden Künste München bei Joseph Wackerle.
Ab 1952 lebte er in Nürnberg, wo er ebenfalls einige Werke schuf. Dazu gehört das so genannte „Heiber Portal“ in der St.-Sebald-Kirche. Für den Bonhoefferhof im sanierten Altstadtkern von Ansbach/Mittelfranken gestaltete er eine Plastik aus Granit, die dem Andenken Dietrich Bonhoeffers gewidmet ist.
In der Gustav-Adolf-Gedächtniskirche in Nürnberg-Lichtenhof schuf er 1953/53 das von ihm so benannte „Triumphkreuz“ und 1964 das Rundfenster über dem Altarraum.
Eine weitere Arbeit ist das Steinrelief von 1962 „Der Auftrag Christi an die Christen und ihre Stellung in der Welt“ in der Marktkirche St. Georgii et Jacobi in Hannover.
Kruzifix, Taufbecken, Lesepult, dreiarmiger Leuchter und die Tür des Hauptportals der St. Petrus-Kirche in Quakenbrück und das Kruzifix und die Kanzelplatte der Melanchthonkirche in Osnabrück sind ebenfalls Bronzearbeiten Heibers aus den 1960er Jahren.
Aus dem Jahr 1969 sind Eingangsportal, Kreuz, Altar und Taufbecken der Evangelischen Paul-Gerhardt-Kirche in Unna-Königsborn.
In den 1980er Jahren schuf er für die Marienkirche in Lübeck einen großen Tischaltar (2,40 m × 2,40 m, 1984) und einen Lichterbaum (1988), an dem Besucher Kerzen aufstellen können.
In Bochum gestaltete er 1982 ein Schulhofgelände mit zwei Plastiken.
1995 wurden Kreuzplastik, Altartisch, Taufbecken und Leuchter des Altarraums der Michaelkirche in Bochum-Langendreer nach seinen Entwürfen gestaltet.